# Alexa Ferrer
Alexa Ferrer (née le 19 avril 1988) est une cavalière française de saut d'obstacles.

## Biographie
Ses écuries sont installées à Taponas.
Elle participe à son tout premier Concours de saut international de niveau 5 étoiles (CSI5*, le plus haut niveau) à Grimaud en mai 2021.
En mars 2022, alors qu'elle a 33 ans, elle débute un partenariat avec Vitalhorse de Jean-Philippe Clerc, ce dernier étant persuadé qu'elle fera partie des 100 meilleurs cavaliers mondiaux à l'avenir.

## Palmarès
- octobre 2013 : vainqueur du Grand Prix Pro 1 de Denicé, avec Qualinda de Lafayette[5] ;
- juillet 2017 ; vainqueur du Grand Prix Summer Tour de Mâcon-Chaintré, à 1,45 m[6].
- octobre 2018 : vainqueur du Grand Prix Pro 1 de Bel-Air, à 1,40 m, à sa première participation, avec Troïka Denfer[7].
- septembre 2021 : vainqueur d’une épreuve à 1,50 m au CSI5* de Grimaud, avec Encantado C'SG[8] ;
- septembre 2023 : seconde du CSI1* de Saint-Tropez à 1,35 m, avec Hard Rock Del Colle[9] ;
- avril 2024 : vainqueur à Saint-Tropez avec Hard Rock Del Colle[10].
- août 2024 : vainqueur du grand prix 3* de Saint Lô, avec Naiade d’Elsendam Z et devant Cedric Hurel[réf. nécessaire]

## Chevaux

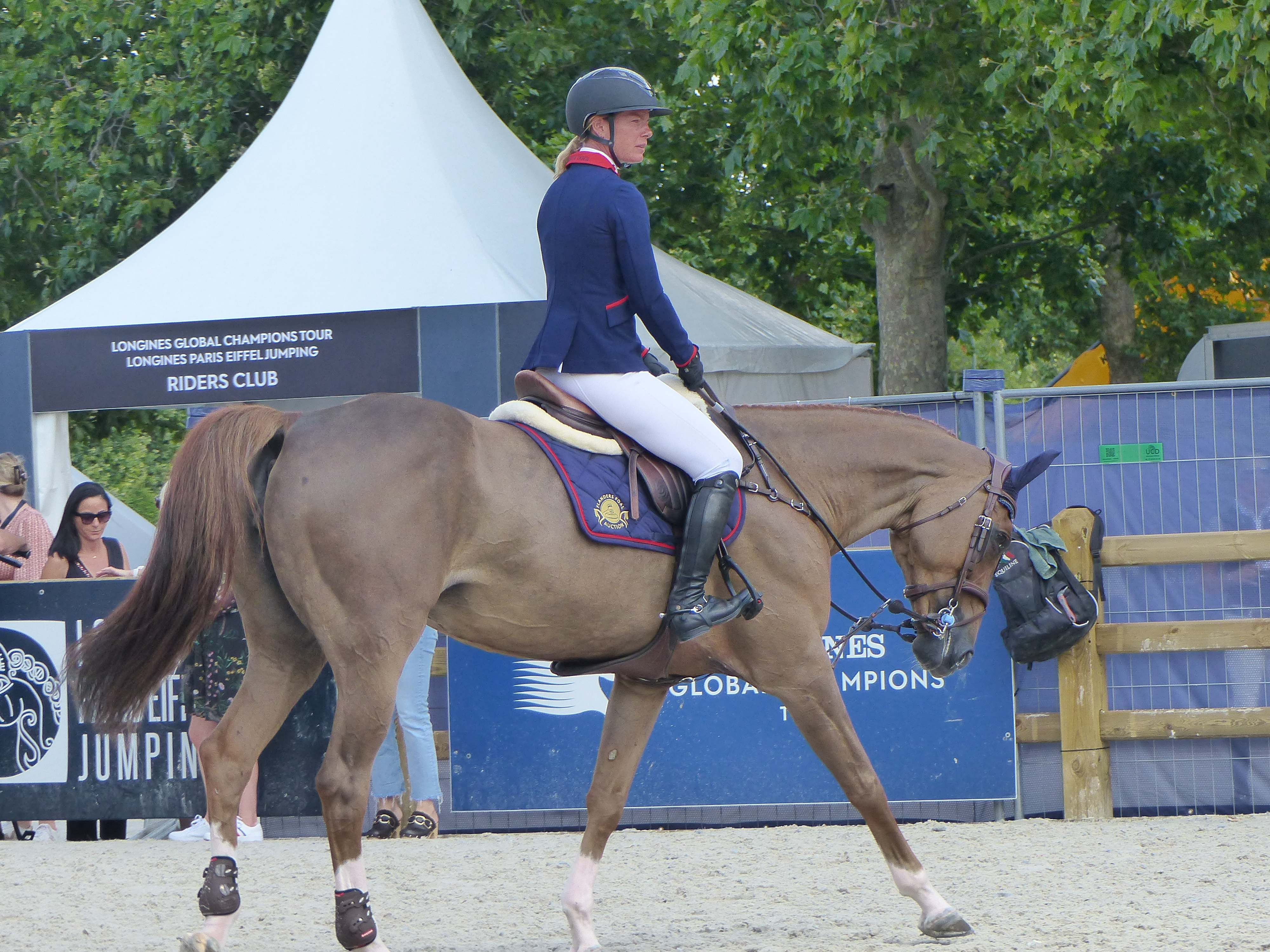
Alexa Ferrer montant Fleur d'Oz au Paris Eiffel Jumping de 2023.

En juin 2021, alors qu'elle perce au plus haut niveau, elle obtient la jument Selle français Uranie de Belcourt, précédemment stationnée aux écuries du cavalier suisse Steve Guerdat.
Son cheval Encantado C'GS, qui lui avait permis d'obtenir sa toute première victoire au niveau 5* en 2021, est vendu en Espagne en octobre de la même année.
Elle a pour particularité de ne pas faire porter de guêtres à ses chevaux aux antérieurs.